# Neufrankreich
Neufrankreich (französisch la Nouvelle-France) bezeichnete ursprünglich allgemein das in Nordamerika durch Frankreich zwischen 1534 und 1763 in Besitz genommene und teilweise kolonisierte Territorium. 1608 wurde der Name Neufrankreich auch zur offiziell gewählten Bezeichnung der nun zu einer französischen Kolonie zusammengefassten französischen Gebiete.
Die Kernlande umfassten neben dem Gebiet um den Sankt-Lorenz-Strom und dem daran anschließenden Akadien im heutigen Ostkanada auch das Mississippi-Tal (Louisiana) in den heutigen USA. Auf dem Höhepunkt seiner Ausdehnung im Jahre 1712 und vor dem Vertrag von Utrecht erstreckte sich das Territorium Neufrankreichs von Neufundland zu den Großen Seen und von der Hudson-Bucht bis zum Golf von Mexiko. Das Gesamtgebiet gliederte sich verwaltungstechnisch in die fünf Kolonien Kanada, Akadien, Hudson-Bucht, Neufundland und Louisiana. Mit dem Pariser Frieden von 1763 verlor Frankreich fast seine gesamten nordamerikanischen Gebiete an den kolonialen Rivalen Großbritannien.

Neufrankreich, um 1750

## 1534–1600: Die französische Landnahme beginnt – Jacques Cartier
Siehe auch: Französische Kolonialherrschaft in Kanada.
Im Jahre 1524 unternahm der Italiener Giovanni da Verrazzano im Auftrag der französischen Krone unter Franz I. eine erste Forschungsexpedition an die Ostküste Nordamerikas. Verrazano besegelte die amerikanische Ostküste zwischen den heutigen Bundesstaaten North Carolina und South Carolina und der Kap-Breton-Insel. Die französische Landnahme auf dem nordamerikanischen Kontinent begann aber erst zehn Jahre später mit dem Seefahrer, Händler und Forscher Jacques Cartier. Dieser erreichte 1534 das Gebiet um die Mündung des Sankt-Lorenz-Stroms in den Atlantik und nahm es für Frankreich in Besitz. Cartiers Expedition, die ebenfalls von der französischen Krone unterstützt wurde, hatte den Auftrag, eine schiffbare Nordwestpassage nach China zu finden. Franz I. nahm die Inbesitznahme überseeischen Gebietes zwar wohlwollend zur Kenntnis, war aber nicht an einer Kolonialisierung interessiert. Diese Haltung entsprach einer generellen Sichtweise, die sich erst umkehrte, als man allmählich die potenzielle wirtschaftliche und machtpolitische Bedeutung nordamerikanischer Besitzungen wahrzunehmen begann. In den Jahren 1535 und 1536 unternahm Cartier eine weitere Expedition, die ihn den Sankt-Lorenz-Strom aufwärts zu den indianischen Siedlungen Stadacona, nahe der heutigen Stadt Québec, und Hochelaga führte, welches auf dem Gebiet der heutigen Stadt Montréal gelegen war.
1541 unternahmen Cartier und Jean-François de La Rocque de Roberval den Versuch, mit mehreren hundert Siedlern eine Kolonie aufzubauen. Die Siedlung Charlesbourg-Royal musste zwei Jahre später aufgrund von Krankheiten und Überfällen der Ureinwohner aufgegeben werden. In der Folgezeit waren es vor allem wirtschaftliche Hintergründe, die für eine nahezu permanente französische Präsenz in Nordamerika sorgten und so die Basis für die Jahrzehnte später einsetzende Kolonialisierungspolitik bildeten. Französische Fischer schätzten die reichen Fischgründe an der Atlantikküste und in der Mündung des Sankt-Lorenz-Stroms. Es kam zu ersten friedlichen Kontakten mit indianischen Ureinwohnern – ein Umstand, der für die später einsetzende rasche Landnahme Frankreichs auf dem nordamerikanischen Kontinent in den Augen der Historiker eine große Rolle spielte.
Es war schließlich erneut die wirtschaftliche Situation in Europa, die die neue Welt verstärkt in den Blickpunkt der Franzosen rückte. Nach der nahezu vollständigen Ausrottung des europäischen Bibers entdeckten französische Händler den Reichtum der Region an Pelztieren. Bereits um 1580 bestanden regelmäßige Handelsbeziehungen zwischen französischen Handelsgesellschaften, die Schiffe in die als Kanada und Akadien bezeichneten Gebiete schickten, und den dort nomadisch lebenden Stämmen der Huronen und Irokesen. In der Folge und bis 1663 unterstanden die französischen Territorien der französischen Handelsgesellschaft Compagnie de la Nouvelle France und nicht direkt der Krone Frankreichs.

## 1600: Erste Besiedlungen
Um die Jahrhundertwende setzte in Frankreich ein allmähliches Umdenken hinsichtlich der Zukunft und Bedeutung der eher zufällig durch französische Seefahrer für Frankreich in Besitz genommenen nordamerikanischen Gebiete ein. Das vorrangige Interesse in dieser Zeit hatte vor allem darin bestanden, eine für denkbar gehaltene direkte Seeroute nach Asien und China zu finden, von der man sich ein Aufblühen der Handelsgeschäfte versprach. Wirtschaftliche Krisensituationen in den europäischen Monarchien setzten jedoch einen Umdenkprozess in Gang. Man erkannte die stetig wachsende wirtschaftliche Bedeutung des nordamerikanischen Gebiets für die eigenen Fischereiflotten und den lukrativen Handel mit Biberpelzen. Der Hauptfokus dieser Betrachtung lag im potenziellen Wohlstand, den diese nordamerikanischen Regionen für das europäische Frankreich bedeuteten. Noch immer ging es nicht um wirkliche und dauerhafte Kolonialisierung der überseeischen Besitzungen. Vielmehr sollten permanent besetzte Handelsstützpunkte den Warenverkehr in die europäischen Mutterländer besser gewährleisten.
Erst allmählich entfaltete dieser Prozess eine Wettbewerbsdynamik zwischen Portugal, Spanien, England, den Niederlanden und Frankreich, den führenden Seefahrernationen Europas. Die steigende wirtschaftliche Bedeutung Nordamerikas verlangte nicht mehr nur, durch permanente Besiedlung den nicht wirklich gesicherten Anspruch auf die Neubesitzungen zu garantieren. Stattdessen verdeutlichte sich auch, dass ein Wettlauf um die noch unerforschten und besitzlosen Restgebiete beginnen würde. Feste Siedlungen an den Küsten gewannen damit eine neue Bedeutung. Sie dienten nicht mehr nur als Basen für den Export der im Hinterland erjagten oder erhandelten Pelze. Vielmehr sah man in ihnen nun zunehmend auch logistisch bedeutende Ausgangspunkte geografisch weiter ausgreifender Entdeckungen und der damit verbundenen Landnahme. Ein imperialer Wettlauf setzte ein. An Frankreichs Hof begann man wahrzunehmen, mit welcher Intensität der europäische Rivale Großbritannien seine überseeischen Besitzungen vergrößerte.
Frühe Versuche permanenter französischer Besiedlung schlugen jedoch allesamt fehl. Im Gebiet Akadiens, etwa dem heutigen Neuschottland entsprechend, scheiterte 1598 die Einrichtung eines Handelspostens auf Île de Sable (heute: Sable Island). Im Jahre 1600 endete der Plan, eine Handelsstation bei Tadoussac am Sankt-Lorenz-Strom zu etablieren, ebenfalls im Desaster: Nur fünf Siedler überlebten den harten Winter.

## 1603–1635: Samuel de Champlain
Samuel de Champlain war Abenteurer, Händler und Forschungsreisender. Auch sein Vater war zur See gefahren und hatte – nach einer nicht nachprüfbaren, aber gerne erzählten Geschichte – dem Sohn von gewaltigen Indianerstädten im Inneren Amerikas erzählt, die ihrer Entdeckung harren würden. Zwischen 1603 und 1633 stach Champlain insgesamt zwölfmal in See und ergründete die nordamerikanische Atlantikküste sowie das dortige Festland. 

### Erste Expeditionen

Karte von Neufrankreich nach Champlain

Lange Zeit hatte das vorrangige Interesse des französischen Hofs darin bestanden, eine für denkbar gehaltene direkte Seeroute nach Asien und China zu finden, von der man sich ein Aufblühen der Handelsgeschäfte versprach. Dies änderte sich um die Jahrhundertwende. Zwar begründete auch der französische König Heinrich IV. die finanzielle Unterstützung der geplanten Schiffsexpeditionen mit dem ersehnten Auffinden einer schiffbaren Nordwestpassage durch die Festlandsmasse Amerikas nach Asien. Darüber hinaus autorisierte der französische Monarch Champlain aber auch, den Versuch einer Siedlungsgründung zu unternehmen.
Auf seiner ersten Reise (1603) gelangte Champlain bis in das Gebiet des heutigen Montréal. Bei seiner zweiten Reise (1604–1606) erreichten Champlain und Pierre Dugua de Mons die kleine Insel Île Sainte-Croix. Das damals im sogenannten Akadien gelegene und nur 26.000 Quadratmeter große Eiland liegt nach heutiger Grenzziehung zwischen dem US-Bundesstaat Maine und dem kanadischen Neubraunschweig. Die Ankunft der Franzosen, deren näherkommendes Schiff mit seinen weißgeblähten Segeln einem mythischen Riesenvogel glich, wurde von den dort beheimateten Passamaquoddy beobachtet und ist bis heute Bestandteil der mündlichen geschichtlichen Überlieferung des Stammes. Der erste Kontakt der Franzosen mit den Passamaquoddy war freundlich und von gegenseitigem Respekt geprägt – eine möglicherweise wegweisende Erfahrung für den Umgang der Neuankömmlinge und der Ureinwohner im Gebiet Akadiens. Die Hoffnung, hier möglicherweise einen geeigneten Platz für einen dauerhaften Siedlungsversuch gefunden zu haben, zerschlug sich erneut im harten kanadischen Winter. Dreißig Siedler starben. Die Überlebenden hatten dies vor allem der Unterstützung der Einheimischen zu verdanken, die sich ihnen helfend zur Seite stellten. Champlain beschloss, den Siedlungsort aufzugeben. Die Siedler setzten im Frühjahr des Jahres 1605 über die Baie François (heute: Fundy-Bucht) und verlegten die Kolonie an die Bucht, wo sie Port Royal gründeten, das heutige Annapolis Royal. Nur drei Jahre später scheiterte auch dieses Projekt. 1610 wurde erneut ein Siedlungsversuch an gleicher Stelle unternommen, der 1613 nach der kompletten Zerstörung durch die Engländer aufgegeben werden musste.
Wie Cartier Jahrzehnte zuvor stieß Champlain per Schiff in den gewaltigen Sankt-Lorenz-Strom vor, der damals als Rivière du Canada bezeichnet wurde. Er fuhr flussaufwärts, passierte die irokesische Siedlung Stadacona und erreichte das damalige Hochelaga. Mit an Bord war auch François Gravé, Sieur du Pont (Pontgravé), ein Kaufmann, Fellhändler und Bürger von Saint-Malo, der die Perspektive der bereisten Region, die reich an Felltieren war, schnell erkannte.

### Die Gründung Québecs (1608)
Autorisiert durch die französische Krone und zusammen mit sechs Siedlerfamilien von insgesamt 31 Personen legte Samuel de Champlain im Jahre 1608 den Grundstein für Québec, die heutige Hauptstadt der frankophonen gleichnamigen kanadischen Provinz. Dieser erneute Besiedlungsversuch, der nun nicht etwa im Gebiet Akadiens und dem ersten Landungsplatz französischer Seeleute stattfand, sondern am Eingang des Sankt-Lorenz-Stroms, war der erste erfolgreiche und dauerhafte. Die koloniale Siedlung Québec wurde zur Hauptstadt der nun offiziell als französische Kolonie Neufrankreich bezeichneten überseeischen Besitzungen erklärt und Champlain im Jahre 1627 zu ihrem ersten Generalgouverneur ernannt.
Mit diesem Schritt begann die planvolle und systematische Erschließung des französischen Überseebesitzes in Nordamerika, das man La Nouvelle France nannte. Die Phase einer nun aktiv betriebenen Kolonialisierungs- und Erweiterungspolitik setzte ein, welche in einer schnellen und stetigen Vergrößerung des nordamerikanischen Territoriums ihren Ausdruck fand. Das am Sankt-Lorenz-Strom gelegene Québec diente nicht nur als Basis und Umschlagplatz des weiter im Landesinneren stattfindenden Fellhandels, den einzelgängerische Trapper in Schwung hielten, indem sie die Häute selbst erjagten oder mit den dortigen Indianerstämmen handelten. Die Stadt am Fluss war auch verkehrstechnisch ein hervorragender Ausgangspunkt für tiefere Vorstöße ins „wilde“ Landesinnere und somit Ausgangspunkt für neue Kolonisation und ehrgeizig vorangetriebene Inbesitznahme der neuen Welt.

### Champlains Politik als Generalgouverneur
Angesichts der schwierigen klimatischen Bedingungen des nordamerikanischen Winters und zahlreicher Epidemien erwies sich der Aufbau der Siedlung Québec anfangs als mühsam. Von 32 Siedlern überlebten nur neun den Winter. Zwar trafen im Frühjahr neue Einwanderer in Québec ein, aber es zeigte sich frühzeitig eines der zukünftigen Hauptprobleme der französischen Kolonie: Die klimatischen Bedingungen in diesen nördlicher als die englischen Siedlungspunkte gelegenen Kolonien erwiesen sich für die Neusiedler als deutlich ungünstiger. Die Bedingungen für Landwirtschaft, den Kernsektor kolonialen Siedlungsgeschehens, waren schlecht. Dies hatte Folgen für den Zuzug von Immigranten, die ihr Glück bevorzugt in südlicheren Kolonien suchten. Dazu kam, dass die Siedler am Sankt-Lorenz-Strom in der Regel nicht sehr alt wurden. 1630 hatte sich ihre Zahl erst auf 100 erhöht. Zehn Jahre später waren 359 Bewohner für Québec verzeichnet.
In dieser Zeit und aus dieser Situation entwickelte sich ein anderes für das Gebiet Frankreichs charakteristisches Merkmal. Samuel de Champlain, der erste Gouverneur, erkannte die Dringlichkeit, sich in dieser klimatisch und wirtschaftlich schwierigen Situation mit den indianischen Ureinwohnern gut zu stellen und sich so weit wie möglich mit ihnen zu arrangieren – ganz anders etwa, als es der Kolonialpolitik des Konkurrenten England entsprach. Eine nicht geringe Zahl von Historikern gibt zu bedenken, dass für Champlain faktisch keine andere Möglichkeit bestand, als mit den zahlenmäßig weit überlegenen Indianerstämmen ein freundschaftliches Einvernehmen herzustellen – im Gegensatz zu den englischen Kolonien, denen sich aufgrund ihrer bereits dichten Bevölkerung ganz andere strategische Möglichkeiten eröffneten.
Unter Champlains Führung begannen die französischen Neusiedler mit den sogenannten Sauvages (‚Wilden‘), den indianischen Ureinwohnern der Region, den Stämmen der Algonquin und Montagnais, den Aufbau freundschaftlicher Beziehungen. Dies ging sogar so weit, junge französische Männer der Kolonie mit den indianischen Stämmen aufwachsen zu lassen. Ziel war es nicht nur, deren Sprache und Gebräuche zu erlernen, sondern auch deren Verhaltensweise in den schwierigen und lebensbedrohlichen Klimabedingungen. Mit Hilfe dieser indianisch aufgewachsenen Männer französischer Abstammung, die im Volksmund coureurs des bois (Waldläufer) genannt wurden, gelang es, den französischen Einfluss süd- und westwärts bis zu den Großen Seen auszudehnen, ein Gebiet, das hauptsächlich von Stämmen der Huronen kontrolliert und besiedelt wurde. Diese Stämme entwickelten sich in der Folgezeit zu den einflussreichsten Verbündeten der Franzosen. Im Jahre 1609 etablierte Champlain freundschaftliche Bande zu den Stämmen der Huronen, denen er mit seinen Männern gegen die Irokesen beistand. Dieses Eingreifen hatte aber einen hohen Preis: Champlain zog sich die 150 Jahre währende Feindschaft der Irokesen zu, die sich schon bald an die Seite der Engländer stellten, um die französischen Siedler und ihre Siedlungen zu bekämpfen. Die Auseinandersetzungen zwischen Franzosen und Huronen auf der einen und den von den Briten unterstützten Irokesen auf der anderen Seite bestanden bis zur endgültigen Niederlage Frankreichs im Jahre 1759. In diesem Zeitraum griffen die Irokesen mehrmals auch die großen Siedlungen Québec und Montréal an, wobei insbesondere Montréal mehrmals kurz vor der völligen Zerstörung stand.
Im Vergleich zu den südlicher gelegenen Kolonialsiedlungen der Engländer entwickelten sich die französischen Siedlungsprojekte demographisch und wirtschaftlich nur äußerst spärlich und langsam. Grund hierfür waren nicht nur die meist widrigeren klimatischen Bedingungen. Die Hauptursache lag in der unterschiedlichen Gewichtung, die Frankreich und England ihren überseeischen Besitzungen zumaßen. England erkannte schneller, welche ökonomische und strategische Bedeutung den überseeischen Neuerwerbungen für den eigenen weltpolitischen Status zukam. Entschlossen stellte man finanzielle Unterstützung für den Aufbau neuer Siedlungen bereit und unterstützte den Zustrom durch englische und nicht-englische Immigranten. Permanent angelieferte Waren und Güter ermöglichten regen Handel mit den einheimischen Stämmen.
In Frankreich hingegen blieb man bezüglich der Zukunft der neuen Ländereien übermäßig lange unentschlossen und zögerlich. Dies lag auch daran, dass Frankreich durch eine Vielzahl europäischer Konflikte militärisch viel stärker an den Kontinent gebunden war als England. Die Vielzahl und die Intensität dieser Konflikte führten faktisch zur Erschöpfung der finanziellen und menschlichen Ressourcen.
Es war Champlain, der schon bald erkannte, dass Neufrankreich ohne eine deutliche Intensivierung seiner Kolonialisierungsbemühungen langfristig keine Chance haben würde, gegen Englands weitaus intensiver betriebene Ausdehnung seines Kolonialreiches zu bestehen. Mit Tadoussac und Québec wies Neufrankreich nur zwei feste Handelsposten auf. Um sich Gehör zu verschaffen, reiste Champlain im Jahre 1627 nach Frankreich und traf mit dem damaligen Premierminister, Kardinal Richelieu, zusammen, den er überzeugen konnte. Champlain argumentierte, dass Neufrankreich über eine Vielzahl wirtschaftlich verwertbarer Naturressourcen (Gold, Mineralien, Felle, Fischbestände) verfügte, die es nur zu erschließen galt. Hierfür sei es aber notwendig, unerforschte Gebiete durch Siedlungsstützpunkte zu erschließen. Der Kardinal drängte schließlich König Ludwig XIII., Neufrankreich nach englischem Vorbild entschlossen zu kolonialisieren. Richelieu selbst rief die Compagnie de la Nouvelle France (auch als Compagnie des Cent-Associés bekannt) ins Leben, deren Ziel es war, mit Hilfe von zu versprechenden Landparzellen französische Landsleute in großer Zahl zur Auswanderung nach Québec und in die anderen französischen Territorien zu bewegen und so Investoren für dieses Projekt zu gewinnen. Faktisch kam dies der Einführung eines halbfeudalistischen Wirtschaftssystems gleich. Das System der Grundherrschaft (régime seigneurial) basierte auf dem Prinzip der Landzuweisung durch die Krone an einzelne Grundherren, die ihre Herrlichkeit parzellierten und an pacht- und dienstpflichtige, grundhörige Siedler verteilten. Richelieus Einfluss führte auch zur verstärkten Entsendung von Missionaren wie den Franziskaner-Rekollekten (Récollets) und den Jesuiten.
Im Zuge dieser Planungen wurde Samuel de Champlain zum Gouverneur Neufrankreichs ernannt – ein Zeichen der französischen Krone, nun endlich planvolle und zentrale Verwaltungsstrukturen in den nordamerikanischen Kolonialgebieten zu schaffen. Trotz seiner im Sinne der imperialen Interessen Frankreichs weitsichtigen Analyse entwickelte sich ein persönliches und wenig weitsichtiges Anliegen Richelieus zu einem schweren Hindernis einer erfolgreicheren Kolonialpolitik der Zukunft: Gemäß Richelieus Wünschen wurden sowohl die Immigration als auch der Aufenthalt nicht römisch-katholischer Siedler in Neufrankreich unter striktes Verbot gestellt. Protestanten hatten entweder zum römisch-katholischen Glauben zu konvertieren oder die Kolonie zu verlassen. Viele der bereits in Neufrankreich niedergelassenen französischen und europäischen Immigranten gingen stattdessen in die prosperierenden englischen Siedlungen, in denen die Konfessionszugehörigkeit keine Rolle spielte. Potenzielle Zuzügler Neufrankreichs wurden nun Untertanen der englischen Krone.
Für Neufrankreich führte diese Entwicklung zu einer charakteristischen Besonderheit: Die römisch-katholische Kirche wurde zu einem immer stärker bestimmenden Faktor und nach dem Tod Champlains im Jahre 1634 zur nahezu allein bestimmenden gesellschaftlichen Kraft. Ein Zustrom französischer Missionare, und insbesondere von Récollets und Jesuiten setzte ein, die daraufhin in die hauptsächlich von irokesischen Stämmen bevölkerten, nicht kolonialisierten Gebiete der Großen Seen vorstießen und Missionsstationen gründeten – ein Umstand, der nicht zur Verbesserung des bereits feindlichen Verhältnisses zwischen Irokesen und Franzosen führte.
Mit der Neuausrichtung der französischen Kolonialpolitik war – auch dies ein Hindernis besserer Entwicklung – die Einführung der Grundherrschaft, einem in Teilen dem feudalen Lehnswesen ähnelnden System verbunden, das bis ins 19. Jahrhundert ein charakteristisches Organisationsmerkmal des Sankt-Lorenz-Gebietes blieb und die Anziehungskraft Neufrankreichs für potenzielle europäische Auswanderer sicher nicht erhöhte.

## 1629: Erste militärische Konflikte zwischen Neuengland und Neufrankreich
In dieser Zeit und unter den oben genannten speziellen Bedingungen verschärfte sich auch der Wettlauf zwischen dem in immer stärkerer Ausdehnung begriffenen und nach neuen Siedlungsflächen strebenden Neuengland und dem gerade erst zur aktiven Sicherung seiner eigenen Ansprüche sich entschließenden Frankreich.
Hierbei kulminierten zwei unterschiedliche Entwicklungen: Zum einen ergab sich mehr und mehr eine natürliche Dynamik beständig wachsender Siedlungen nach neuen potenziellen Siedlungsflächen. Aber auch innereuropäisch-imperiale Spannungen warfen ihre ersten Schatten im Kampf um die Vorherrschaft in der neuen Welt voraus, die wenige Jahrzehnte später in offene Kriege mündeten. Hierbei zeigte sich schnell, dass der rein verbal artikulierte Anspruch auf ein Gebiet durch ein europäisches Mutterland das individuelle Vordringen einzelner Siedlergruppen faktisch nicht verhindern konnte. So hatten sich beispielsweise schon um 1628 schottische Siedler, angezogen von den reichen Fischgründen, im französisch beanspruchten Gebiet Akadiens, dem heutigen Neubraunschweig, niedergelassen. Um 1630 entstanden englische Fischerkolonien auch im Gebiet Neufundlands und im heutigen US-Bundesstaat Maine. Die südlicheren englischen Kolonien in Massachusetts, Boston, New York und Philadelphia prosperierten und hatten bereits mehrere tausend Einwohner. Als Folge drängten englische und schottische Kolonisten nun von beiden Seiten auch in die zwar von Frankreich beanspruchten, aber spärlich bevölkerten Gebiete Kanadas um Akadien und das fruchtbare Sankt-Lorenz-Tal. Diese Entwicklungen ließen die Spannungen bis zur ersten tatsächlichen militärischen Konfrontation wachsen. 1629 eroberten britische Truppen Québec und hielten die Stadt immerhin bis zur Rückgabe im Vertrag von Saint-Germain-en-Laye 1632. Gouverneur Champlain, der von den Engländern nach Frankreich deportiert worden war, kehrte in die Kolonie zurück. 1634 beauftragte er seinen Landsmann Sieur de Laviolette, den Handelsposten Trois-Rivières zu gründen.

## 1630–1701: Parallelkonflikt zwischen französischen Siedlern und Irokesen

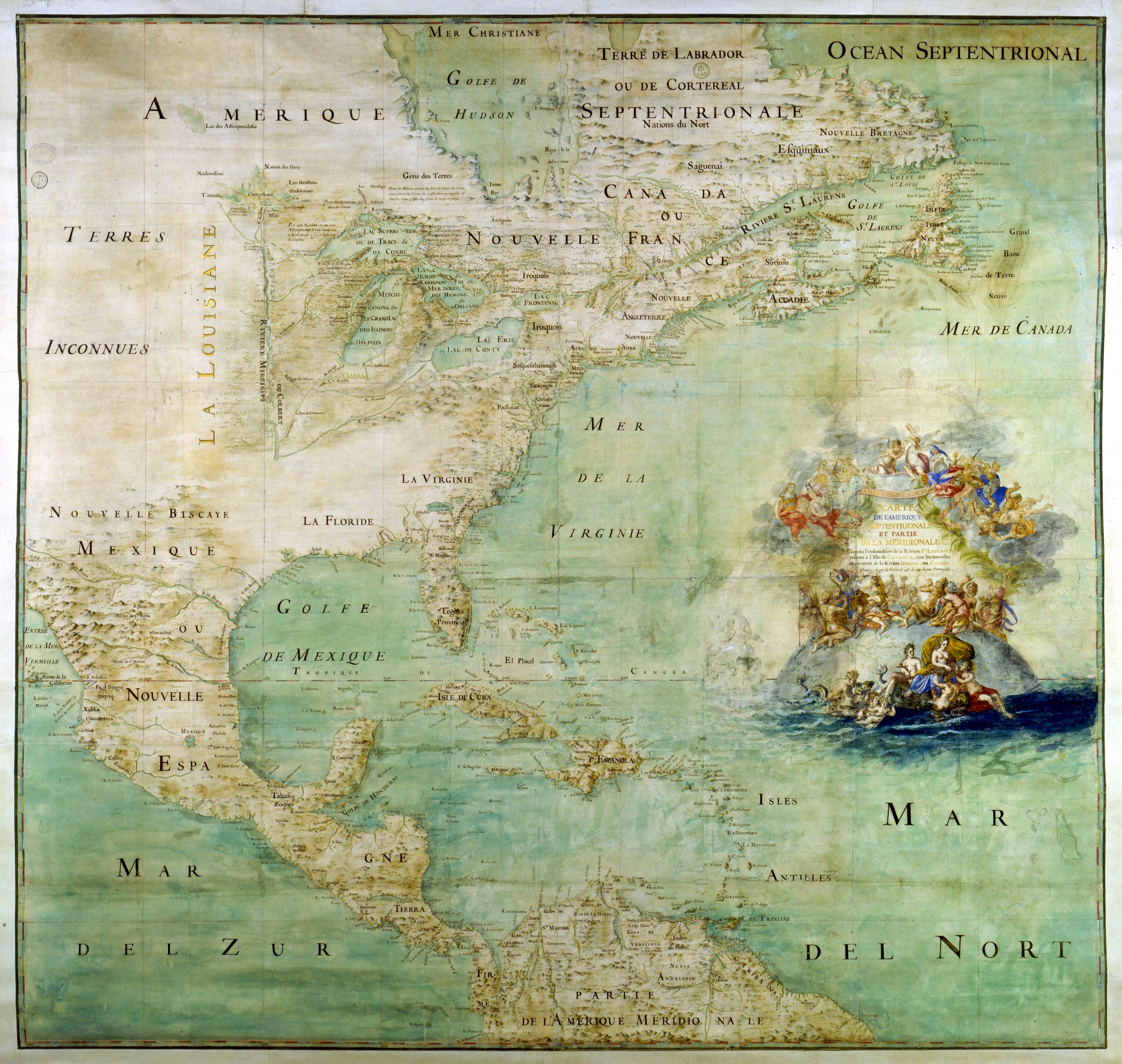
Karte Amerikas von 1681

Jenseits des fortwährend schwelenden Konflikts zwischen englischen und französischen Kolonialisten um Siedlungsflächen sowie des Wettbewerbs ihrer europäischen Mutterländer um Nordamerika bestimmte eine dritte Konfliktlinie Nordamerikas Kolonialisierung: das Verhältnis zu den verschiedenen indianischen Ureinwohnerstämmen.
Um 1630 verstärkte sich eine für die französischen Kolonialisten schwierige Entwicklung, die eine lange Vorgeschichte hatte. Durch ihre guten Beziehungen zu den indianischen Stämmen der Huronen, Algonkin und Montagnais gerieten die Franzosen in immer stärkeren Konflikt mit den Irokesen, die mit Frankreichs Verbündeten wohl schon Jahrzehnte in Feindschaft standen und die sich nun an die Seite Englands stellten, um die französischen Eindringlinge zu vertreiben. Dies galt im Besonderen für das durch Siedler zu erschließende Gebiet der Großen Seen, das im Speziellen für die Requirierung von Fellen wichtig war. Und es galt auch für Montréal, das sich, den Sankt Lorenz abwärts gelegen, zu einem wichtigen Hafen und Handelsknoten für die Weiterverschiffung der flussaufwärts erworbenen Güter entwickelt hatte.
Der Konflikt mit den Irokesen hatte schon im Zeitalter Cartiers begonnen, der 1534 als erster die spätere Île de Montréal, jene Insel, auf der das heutige Montréal errichtet wurde, gesehen und betreten hatte. Irokesen hatten dort die Siedlung Hochelaga errichtet, die aber zum Erstaunen der Franzosen der Champlain-Expeditionen einige Jahrzehnte später vollständig verschwunden war. Im Gebiet Montréals lebten zu dieser Zeit vor allem Stämme der Huronen, während das Ursprungsgebiet der irokesischen Stämme einen Raum südlich des heutigen New York und des Ontariosees umfasste und sich bis zum Hudsonstrom ausdehnte. Als Champlain 1601 bei Tadoussac am St. Lorenz an Land ging, wurden er und seine Begleiter von den huronischen Stämmen um Unterstützung gegen die Irokesen gebeten, die die Abenteurer gewährten. Der Anfang einer Freundschaft, aber auch einer Feindschaft war gemacht.
Aus bis heute nicht vollständig geklärten Gründen begannen die irokesischen Stämme, nach Norden zum St. Lorenz zu drängen und kamen so mehr und mehr in Konflikt mit den dort beheimateten Stämmen der Huronen, Algonkin und Montagnais. Eine Theorie für diese Ausdehnungsbestrebungen nimmt auf die starke Dezimierung des Bibers in den irokesischen Heimatgebieten durch die Möglichkeit der Jagd mit Schusswaffen Bezug. Um 1630 verschärfte sich der Konflikt innerhalb der indianischen Ureinwohnerstämme, da die Irokesen nun selbst durch Handelsbeziehungen mit holländischen Kolonialisten Schusswaffen bezogen. Die Holländer hatten seit 1620 Handelsposten am Hudson errichtet.
Um 1640 erfuhren die Irokesen, deren Stämme seit dem Verschwinden des Bibers in ihren Territorien die Basis zum Handel verloren hatten, wie lukrativ sich der Fellhandel auch jenseits der irokesischen Stammgebiete entwickelt hatte. Da die Felle im Falle des französischen Handels hauptsächlich im Gebiet der Großen Seen requiriert wurden und Montréal flussabwärts der Handels- und Umschiffplatz für den Weiterverkauf- und Transport des Fellgeschäfts war, führte die Route der französischen Fellhändler notwendigerweise durch das Gebiet der Irokesen. Diese versuchten nun, alleinige Zwischenhändler zwischen europäischen Händlern und indianischen Stämmen zu werden. Da sich die Franzosen früh an die Seite der irokesischen Gegner gestellt hatten, ergab sich nun eine Frontstellung, die bis zur Übernahme Neufrankreichs durch Großbritannien im Jahre 1763 andauerte: Franzosen und Huronen standen gegen Engländer und Irokesen. Beide Stämme ließen sich in europäische Kolonialkonflikte hineinziehen.
In den frühen 1640er Jahren attackierten Irokesen mit Wyandot erstmals eine französische Siedlung im Grenzgebiet Neufrankreichs. 1649 fand ein erneuter, blutiger Angriff auf die Region statt, bei dem einige Siedlungen komplett zerstört und hunderte Siedler getötet wurden. Die Überlebenden schlossen Allianzen mit kleineren Stämmen aus dem Bereich der Großen Seen. Der Konflikt weitete sich immer stärker aus. Auseinandersetzungen fanden vor allem unter den indianischen Stämmen statt, aber ihre Auswirkungen waren auch für die Siedler folgenschwer.
Friedensverhandlungen zwischen Franzosen und den Irokesenstämmen in den 1650er Jahren scheiterten am Widerstand des mächtigsten irokesischen Stammes, den Mohawk. In der Folge kam es zu schweren Angriffen auf Neufrankreich und Montréal und zu einer gewaltigen Ausdehnung des irokesischen Gebietes, das nun von Virginia bis an den St. Lorenz reichte. Mitte der 1660er Jahre entschloss sich Frankreich, das Carignan-Salières-Regiment nach Übersee zu schicken, welches in irokesisches Stammgebiet eindrang, deren Häuptling gefangen nahm und die fluchtartig verlassenen Dörfer zerstörte. Die Irokesen suchten daraufhin Frieden, der für eine Generation anhalten sollte. Als das französische Regiment 1667 Neufrankreich verließ, hatte sich als Resultat dieses Vorgangs die Pflicht der männlichen Kolonisten zum Wehrdienst entwickelt.
In einer nur kurzen Friedenszeit von ca. 20 Jahren konnten der bei den Mohawk aufgewachsene Pierre-Esprit Radisson und sein Schwager Médard des Groseilliers bis zum Mississippi vordringen. Sie ermöglichten Frankreich damit die Erschließung von Handelswegen außerhalb der Territorien der ihnen feindlich gesinnten Irokesen. Ein Umstand, der nicht nur den Handel behindert hatte, sondern auch immer wieder zu schweren Verlusten unter den Händlern geführt hatte. 1683 wallten die Kämpfe zwischen Franzosen und Irokesen erneut auf, als sich Generalgouverneur Frontenac entschloss, den Fellhandel an den Irokesen vorbei stärker unter Kontrolle zu bringen und diesen damit eine wichtige Lebensgrundlage entzog. Wiederum kam es zu schweren Angriffen auf französische Siedlungen.
Frontenacs Vorgehen führte auch zum Zerwürfnis mit den irokesisch erzogenen Entdeckern des Mississippi- und Ohio-Gebietes. Die als Waldläufer bezeichneten indianisch erzogenen Franzosen traten in englische Dienste und gründeten – eine für Neufrankreich folgenschwere Entwicklung, wie sich zeigen sollte – die Hudson’s Bay Company, die es England ermöglichte, die Kontrolle über die Atlantikverschiffung sämtlicher Felle zu gewinnen. 1698 ersuchten die Irokesen um den sogenannten Großen Frieden, der 1701 zustande kam. Die Franzosen stimmten zu, ermöglichte ihnen diese Entwicklung doch auch, die Irokesen als Puffer zwischen ihren und den englischen Gebieten sehen zu können.
Im Franzosen- und Indianerkrieg von 1756 bis 1763 flackerte die alte Frontstellung jedoch wieder auf. Die Irokesen stellten sich erneut an die Seite Großbritanniens und halfen als Verbündete bei der Eroberung Montréals und Québecs, die letztlich zum Ende Neufrankreichs führte. Insgesamt und im Rückblick ist festzuhalten, dass dieses Muster, in dem sich einheimische Stämme als Verbündete an kriegerischen Konflikten zwischen europäischen Mächten beteiligten oder beteiligt wurden, sich in keiner Weise für die einstigen Besitzer Nordamerikas auszahlte: Diese frühen Bündnisse und Allianzen änderten nichts an dem Umstand, dass, war der Machtkampf um die Vorherrschaft europäischer Mächte erst einmal entschieden, man sich nun der ehemaligen Verbündeten entledigte, ihre Lebensräume zurückdrängte, sie entrechtete, enteignete und dezimierte.

## Die Ausweitung Neufrankreichs

### 1635: Aufstieg der katholischen Kirche und die Gründung Montréals
Im Jahre 1635 starb Samuel de Champlain. War die Position der katholischen Kirche durch Richelieus Einflussnahme schon zuvor gesellschaftspolitisch einflussreich gewesen, so entwickelte sie sich nun für eine Zeitlang zur alles bestimmenden gesellschaftlichen Kraft. Dieser Bedeutungszuwachs hatte vor allem mit der Schwäche und Mehrdeutigkeit der staatlichen Organisationsstrukturen zu tun. Seit den Anfängen der Kolonisation im Jahre 1629 lag die administrative Zuständigkeit für die Siedlungen in der Verantwortung der Compagnie de la Nouvelle France, die sich zwar um Zuweisung von Land und die wirtschaftliche Entwicklung kümmerte, aber keine planvollen Verwaltungsstrukturen schuf. So hing die Entwicklung der Kolonie ausschließlich an der persönlichen Autorität und am Geschick des von der französischen Krone eingesetzten Gouverneurs. Die Kirche hingegen war straff und streng hierarchisch organisiert, als moralische Autorität anerkannt und stand als vertrauenswürdige Institution im Zentrum des alltäglichen Lebens der katholischen Siedler. Mit dem Tod Champlains erwuchs ein Vakuum, das die katholische Kirche Québecs zu nutzen verstand.
Die Société Notre-Dame de Montréal, eine von Jesuiten gegründete Laiengemeinschaft, strebte danach, dem Sankt-Lorenz-Strom landeinwärts folgend ein idealistisch-utopisches christliches Siedlungsprojekt ins Leben zu rufen. Ihr Ziel war nicht der Aufbau von Handelsbeziehungen, sondern die Bekehrung der Indianer. Die 1642 von Paul Chomedey de Maisonneuve auf der Île de Montréal gegründete Siedlung Ville-Marie bildete den Grundstein der heutigen Metropole Montréal.
Neben Trappern und Waldläufern waren es katholische Missionare, die immer tiefer in Richtung der Großen Seen den Sankt-Lorenz-Strom flussaufwärts vorstießen und Missionsstationen errichteten. Sie begannen mit der Missionierung der mit den Franzosen verbündeten Wyandot, versuchten aber auch die dort beheimateten Irokesen zu bekehren. Dieses Verhalten der katholischen Missionare verstärkte die bereits schwelenden Konflikte der irokesischen Ureinwohner mit den Franzosen. Die Irokesenstämme drängten in dieser Zeit ostwärts in Richtung der Siedlung Montréal, wo sie versuchten, die dort beheimateten Algonkin zu verdrängen und deren zentrale Stellung im Pelzhandel mit den Franzosen zu übernehmen. Mehrere Angriffe auf Montréal erfolgten und führten beinahe zur Zerstörung der Stadt. Im Zuge der wachsenden Spannungen zwischen den europäischen Kolonialmächten England und Frankreich verstanden es die Engländer, sich die den französischen Bestrebungen feindlich gesinnten Irokesen zu Verbündeten zu machen.
Mitte des 17. Jahrhunderts umfasste die Siedlung Montréal noch immer nur einige Dutzend Siedler. Einem bis zum heutigen Tage verbreiteten politischen Mythos zufolge war es der Siedler Adam Dollard des Ormeaux, dem es schließlich mit einem bewusst symbolisch gesetzten, selbstmörderischen Akt gelang, den drohenden Untergang Montréals abzuwenden. Wissend um die Unmöglichkeit, die zahlenmäßig weit überlegenen Irokesen zu besiegen, soll Dollard mit einigen französischen Siedlern und verbündeten Wyandot einen blutigen märtyrerhaften Angriff auf die Irokesen ausgeführt haben. Der Sage nach überlebte kein französischer Angreifer. Doch die Verluste auf Seiten der Irokesen sollen so hoch gewesen sein, dass sie fortan von Angriffen auf Montréal abließen, was der Stadt das Überleben gesichert haben soll.

### 1663: „Nouvelle France“ wird Teil des französischen Staatsgebietes
1663 beschloss Ludwig XIV., die Kolonie Neufrankreich militärisch besser abzusichern, die Kolonialisierung voranzutreiben und die wirtschaftliche Entwicklung auf bessere Grundlagen zu stellen. Seit Anbeginn der französischen Landnahme hatte die Compagnie de la Nouvelle France mit nur mäßigem Erfolg über die Geschicke des Territoriums bestimmt. Nun erklärte der König die Kolonie zur Provinz Frankreichs und unterstellte sie somit direkt der französischen Krone.
Die neue Provinz erhielt ein Regierungs- und Verwaltungssystem, welches bis zum Ende Neufrankreichs im Jahre 1760 seine Gültigkeit behielt. Die Verwaltung Québecs wurde nach dem Vorbild Frankreichs umgeformt. Es wurde ein oberstes Verwaltungsgremium geschaffen, welches direkt der französischen Krone (dem französischen Seefahrtsminister) unterstand. Mitglieder dieses Gremiums waren ein Gouverneur, ein Superintendant sowie das Oberhaupt der katholischen Kirche Neufrankreichs, der Bischof von Québec. Dem Gouverneur oblagen die militärischen und außenpolitischen Angelegenheiten der Kolonie. Der Superintendant war Kopf der kolonialen Administration und entschied über Siedlungsangelegenheiten, Landvergabe, gesetzliche Bestimmungen und die wirtschaftlichen Rahmenbedingungen. Der Bischof von Québec konnte seinen Einfluss auf soziale und juristische Entscheidungen geltend machen.
Trotz der administrativen Neugliederung der Kolonie spielten besonders persönliche Faktoren eine wesentliche Rolle für die weitere Entwicklung. Machtkämpfe zwischen Chevalier de Mercy, Québecs erstem Superintendanten, und Bischof François de Laval hemmten die Wirksamkeit der eingeleiteten strukturellen Reformen. Dies änderte sich mit der Ernennung von Jean Talon, dem Superintendanten von 1665 und 1672, der die nur mäßig prosperierende Kolonie in entscheidender Weise auf einen lang anhaltenden Wachstumspfad brachte.
Entscheidenden Anteil an der nun einsetzenden positiven wirtschaftlichen Entwicklung hatte die Verstärkung der französischen Truppenpräsenz im Jahre 1665, als Ludwig XIV. das Carignan-Salières-Regiment zur Sicherung Québecs nach Übersee entsandte. Der mehr als 1000 Soldaten umfassenden Truppe gelang es, die ständigen Angriffe der Irokesen auf die Stadt zu beenden. Darüber hinaus führte das Konzept, den Krieg der Indianer in deren eigenes Territorium außerhalb der Siedlungen zu tragen, zum Ende der Blockade des Fellhandels. Im Jahre 1667 ersuchten die fünf Stämme der Irokesen um Frieden mit den Franzosen. Zwar sollte sich erweisen, dass hiermit kein endgültiger Friede erreicht war, jedoch führte das vorläufige Ende dieses permanenten Konflikts zum Aufblühen des Handels in der Kolonie.
Ein neuer Strom von Immigranten aus Frankreich führte zu weiteren Siedlungsgründungen. Auf Talons Initiative hin wurden den Neuankömmlingen Zuchttiere und Saatgut zur Verfügung gestellt. Die Soldaten des Regiments erhielten das Angebot, nach Beendigung ihres Militärdienstes als Siedler auf eigenem Boden in Québec zu bleiben. Die Siedlungen ehemaliger Truppen bei Richelieu bildete somit auch ein Bollwerk gegen potenzielle irokesische Angriffe vom Süden her.
Eine durch Jean Talon im Jahre 1666 in Auftrag gegebene statistische Untersuchung der Verhältnisse stellte eine Bevölkerungsgröße von 3215 Bewohnern in der Kolonie fest. Der Zuwachs zeigt, dass die neue Kolonialpolitik zu greifen begann. Die Studie erwies aber auch einen überproportionalen Überschuss an männlichen Kolonisten. 2034 Männer standen nur 1181 Frauen gegenüber. Auf Empfehlung Talons entschied sich Ludwig XIV., Frauen zwischen 15 und 30 Jahren nach Neufrankreich zu senden. Zwischen 1663 und 1673 trafen über 800 filles du Roi („Töchter des Königs“) dort ein. Die Mehrzahl dieser Frauen kam aus bescheidenen Verhältnissen oder waren Waisen mit sehr wenig persönlichem Besitz. Im kollektiven Gedächtnis gelten sie bis heute als die „Urmütter“ der frankophonen Kanadier. Willens, die demographische Entwicklung der Kolonie zu stärken, band Talon Jagd- und Fellhandelsrechte an Verheiratung und garantierte jungen verheirateten Männern und Vätern großzügige finanzielle staatliche Unterstützung. Dies führte zu einem drastischen Anstieg der Geburtenzahlen. 1671 konnte Talon bereits über 700 Neugeborene nach Frankreich melden. Im ersten Jahrzehnt nach der Unterstellung der Kolonie unter die französische Krone wuchs die Zahl der Einwohner um über 9000.
Gleichzeitig – und dies war eine erstaunliche Komponente französischer Kolonialpolitik – wurden Heiraten zwischen französischen Kolonisten und indianischen Ureinwohnern unterstützt und gefördert. Mit den Kindern aus diesen Beziehungen entstand eine neue Unterklasse, deren Mitglieder métis oder sang-mêlés genannt wurden. Trotzdem waren sie als legitimer Teil der französischen Kolonialgesellschaften anerkannt. Unter ihren heutigen Nachkommen befindet sich kein Geringerer als der später ungemein populäre Premierminister Kanadas, Pierre Trudeau. Als Folge dieser neu ausgerichteten Bevölkerungspolitik wurden nun mehr als 90 Prozent der Koloniebewohner auf nordamerikanischem Boden geboren und nur etwa 10 Prozent erreichten die Siedlungen als Immigranten aus Europa.
Andere Umstände aber hemmten eine noch bessere Entwicklung. Der Versuch, das ungerechte und entwürdigende halbfeudale Bewirtschaftungssystem der Grundherrschaft abzuschaffen und den Landerwerb der bereits etablierten Landeigner zu Gunsten von Neuimmigranten zu begrenzen, scheiterte. Die französische Krone garantierte ausgewählten Herren großflächigen kolonialen Landbesitz. Im Gegenzug erwuchsen hieraus Verpflichtungen zum Aufbau und der Versorgung neuer Siedlungen durch die Grundherren. Diese vergaben kleinere Parzellen ihres Besitzes an Einwohner und Neuimmigranten, welche zu Pachtzahlungen und zur Ableistung verschiedener Dienste verpflichtet waren. Ein solches System unterstützte zwar einerseits eine schnell ausgreifende Landnahme. Neuankömmlinge wurden schon bei ihrer Ankunft umworben. In kürzester Zeit breiteten sich Höfe auf beiden Seiten des Sankt Lorenz westlich und östlich Québecs aus. Andererseits aber gestaltete sich der Erwerb eigenen Farmlandes in den südlicher gelegenen englischen Kolonien viel einfacher und sorgte dort für einen massenhaften Zustrom von Auswanderern. Nicht nur infolgedessen blieb auch weiterhin der Zustrom französischer Immigranten in Französisch-Übersee im Verhältnis zu jenem in die englischen Kolonien relativ gering. Die wiederholten Versuche Talons, andere Wirtschaftszweige als Landwirtschaft und den Fellhandel wie Holzwirtschaft, Berg- und Schiffbau fest zu etablieren, schlugen aufgrund mangelnder finanzieller Unterstützung Frankreichs und der knappen menschlichen Ressourcen fehl. Schließlich führte die neuerliche Verwicklung des Mutterlandes in europäisches Kriegsgeschehen zum Abbruch staatlicher Unterstützung für potenzielle Neuankömmlinge.

### 1670–1683: Französisches Fellhandelsmonopol und Expansion bis zu den Großen Seen
Zwar hatte sich unter der Politik des neuen Superintendanten Jean Talon die Lage in den französischen Kolonialgebieten in drastischer Weise gebessert – trotzdem geriet Neufrankreich im Vergleich mit den englischen Kolonien Nordamerikas mehr und mehr ins Hintertreffen. Denn im Gegensatz zu den dünn besiedelten Territorien Neufrankreichs prosperierten die klimatisch günstiger gelegenen und nicht unter feudalen Wirtschaftsformen und Religionsbeschränkung stehenden Siedlungen Neuenglands.
Seit dem Frieden zwischen Irokesen und Franzosen im Jahre 1670 war es französischen Händlern möglich gewesen, unbehelligt den Ottawa-Fluss und den Oberlauf des St. Lorenz bis in die Wildnis der Großen Seen zu befahren. Diese Entwicklung wurde nach Kräften von Compte de Frontenac, dem französischen Superintendenten seit 1672, unterstützt. 1672 ließ er an der Mündung des St. Lorenz mit dem Ontariosee das Fort Frontenac (heute: Kingston) errichten. Frontenacs Schützling Robert Cavelier de La Salle, ein geschäftstüchtiger Pelzgroßhändler, nutzte diese Bedingungen für weitere Vorstöße ins Herz des Kontinents. Er errichtete nicht nur um 1678 den Handelsposten Niagara, sondern stieß per Schiff erstmals zu den Oberen Großen Seen vor, entdeckte Illinois und befuhr den Mississippi flussabwärts bis zum Golf von Mexiko. Währenddessen hatte der französische Waldläufer Daniel Greysolon du Lhut 1679 das hinter den Großen Seen liegende Dakota erreicht.
Um 1680 hatten die Franzosen ihr Territorium für Pelzhandel über den halben nordamerikanischen Kontinent ausgedehnt – zum Nutzen Montréals, welches sich zum Hauptumschlagsplatz für Pelze entwickelte und der Stadt Québec, dem französischen Seehafen und Regierungszentrum Neufrankreichs. Dieses Quasimonopol führte von 1683 an zu einem Wiederaufflammen irokesischer Angriffe und Feindseligkeiten. Die Irokesen, die ehemaligen Zwischenhändler, sahen sich durch Frontenacs Politik ihrer Existenzgrundlage beraubt.

### Strategischer Durchbruch Englands mit der Hudson’s Bay Company
Die Politik des französischen Gouverneurs Louis de Buade de Frontenac, durch die Errichtung von Forts in der Wildnis der Großen Seen die französischen Fellhändler zu schützen und somit ein Quasimonopol auf deren Erträge und sprudelnde staatliche Einnahmen durchzusetzen, führte nicht nur auf Seiten der ehemaligen irokesischen Zwischenhändler zu Wut und Zorn. In zunehmendem Maße wurde der Fellhandel im Bereich der Großen Seen über die immer besser gesicherte französische Sankt-Lorenz-Route abgewickelt und nicht mehr über irokesische Zwischenhändler und ihre englischen Alliierten entlang des Hudson. In der Folge kam es nach fast zwei friedlichen Jahrzehnten wiederum zu schweren indianischen Angriffen auf französische Siedlungen. Im Jahre 1687 überfielen irokesische Stämme die Fellhandelsmetropole Montréal.
Je stärker die französische Kontrolle auf den lukrativen Fellhandel griff, umso schwieriger wurde es aber auch für englische Händler, Felle zu den europäischen Schiffen an den Küsten zu bringen. Parallel zum Aufblühen des französischen Fellhandels hatte auch für englische Siedler die Bedeutung dieses Wirtschaftszweigs stetig zugenommen. Dies galt zum einen vor allem für die südlicher gelegenen englischen Kolonien, die direkt am Atlantik lagen. Im Besonderen aber galt dies für die Kolonisten entlang des Hudson, wo England im Jahre 1664 die holländischen Neu-Niederlande (von diesem Zeitpunkt an: New York) übernommen hatte. Englische Fellhändler nutzten hierbei ihre guten Kontakte zu den mit Frankreich verfeindeten Stämmen der Irokesen. Aufgrund dieser schwierigen Bedingungen konnten sich die englischen Erträge nicht mit denen der französischen Fellhändler messen. Diese verfügten mit der Kontrolle des Sankt-Laurenz-Tals über eine fest etablierte, sichere Flusshandelsroute von der Wildnis der Großen Seen über den Zwischenhandelsplatz Montréal bis zum Verschiffungspunkt Québec. Auf diese Weise waren englische Trapper den Abgaben unterworfen, die Neufrankreich erhob.
Dies änderte sich mit der Entdeckung des Biberreichtums im Gebiet um die Hudson-Bucht durch die irokesisch erzogenen Entdeckern des Mississippi- und Ohio-Gebietes, Pierre-Esprit Radisson und Médard des Groseilliers. Die als coureurs des bois ‚Waldläufer‘ bezeichneten Franzosen hatten 1660 im Gebiet der heutigen Hudson-Bucht hochwertige Biberpelze entdeckt und dies nach Québec gemeldet. Frontenacs neue Politik, die staatlichen Einnahmen zu stärken, indem man strenge staatliche Lizenzierung durchsetzte, führte nun dazu, dass Québec hohe Strafzahlungen gegen Radisson und Groseilliers durchsetzte. Aus behördlicher Sicht hatten diese ihre Felle ohne Lizenz requiriert. Den Waldläufern blieb nur, in Frankreich gegen diese behördliche Anordnung zu klagen. Erfolglos, wie sich zeigen sollte. Nun entschieden beide, ihre Entdeckung nach London zu melden. Sie beantragten, die von Henry Hudson entdeckte und für England beanspruchte Route für die Verschiffung ihrer Felle nutzen zu dürfen. Wie so oft in diesen Tagen schneller Landnahme waren die jeweiligen Ansprüche nicht unumstritten. Zwar hatte ein Franzose die als Zugang zum Festland strategisch immens wichtige Bucht für die französische Krone in Besitz genommen. Trotzdem beanspruchte Hudson die später nach ihm benannte Bucht sowie die umliegenden Gebiete für England. Ein erster, im Jahre 1668 stattfindender Versuch Londons, eine Schiffshandelsroute über die Hudson-Bucht einzurichten, erwies sich als so erfolgreich, dass schon zwei Jahre später die „Company of Gentlemen of Adventurers trading into Hudson’s Bay“ gegründet wurde. König Charles II. versah die französischen Waldläufer mit exklusiven Rechten für Pelzhandel, Landverteilung sowie aller administrativen Aufgaben im Gebiet der Hudson-Bucht. Die Größe des betroffenen, aber noch nicht kolonialisierten Gebietes reichte vom nördlichen Quebec und dem westlichen Ontario über die Prärien der Rocky Mountains bis in die Arktis.
Dieses küstennahe Gebiet erwies sich nicht nur als reichhaltig an höchstwertigen Biberfellen, sondern eröffnete den Engländern den lange ersehnten eigenen Handelsweg vom Inneren des Kontinents an die Atlantikküste – eine für Neufrankreich folgenschwere Entwicklung, wie sich zeigen sollte; die Hudson’s Bay Company gründete 1682 mit York Factory ihrerseits einen Standort an der Hudson Bay und ermöglichte es den Engländern nun, die Kontrolle über die Atlantikverschiffung sämtlicher Felle zu gewinnen und das bisherig faktisch französische Monopol auf diesen Hauptwirtschaftszweig zu beenden. Von hier aus, dieser Eindruck drängt sich auf, trieb die sich der eigenen Stärke wohlbewusste europäische Inselmacht England aktiv die Ausdehnung des eigenen Territoriums in Richtung des heute nördlichen Kanadas und der französisch beherrschten Gebiete voran.
Aus der Sicht Frankreichs hatten englische Siedler unter dem Schutz der englischen Krone französisches Territorium okkupiert. In der Folge versuchte man einerseits, sich mit der Inbesitznahme neuer Territorien in südlicher Richtung des Mississippi und des Ohio schadlos zu halten. Die Eröffnung einer eigenen englischen Handelsroute in französische Gebiete war aber strategisch und wirtschaftlich zu bedeutend, als dass man zur Tagesordnung übergehen konnte. 1682 blies Frankreich zum Gegenangriff. Es gründete eine französische Hudson’s Bay Company und errichtete eigene Handelsposten an der Hudson-Bucht. Diese vitale koloniale Interessen berührende Gemengelage sollte schon bald in einen offenen Krieg münden, in dem sich die irokesischen Stämme auf Seite der Engländer stellten. Was als Wettlauf einzelner Fellhändler um wirtschaftlich nutzbare Territorien begann, entwickelte sich zum kriegerischen Konflikt zwischen Neuengland und Neufrankreich und deren Mutterländern.

### Ausweichversuch nach Süden – die Gründung Louisianas
Mit der Inbesitznahme der Hudson-Bucht durch England sahen sich die Franzosen vor ein ernsthaftes Problem gestellt. Die Engländer hatten das Quasimonopol Neufrankreichs gebrochen, einen eigenen Zugang zu den ertragreichen Gebieten der Großen Seen hergestellt und einen eigenen direkten Verschiffungsplatz am Atlantik errichtet. Zudem, so die französische Sichtweise, beuteten englische Händler französische Gebiete aus, ohne dass Neufrankreich von diesem Handel profitierte. Die einfachere Handelsroute über die Hudson-Bucht führte schlagartig zum Bedeutungsverlust der Linie über den Sankt-Lorenz-Strom.
Die Franzosen versuchten sich nun mit einer Ausdehnung ihrer Kolonie in westlicher Richtung hin zu den englischen (heute: amerikanischen) Siedlungsgebieten schadlos zu halten, da ihnen die englische Hudson-Bucht eine Ausdehnung in nördlicher Richtung unmöglich machte. Gleichzeitig erhofften sie, durch die Entdeckung anderer schiffbarer Flüsse einen anderen Zugang zur See ausfindig zu machen, der die Auswirkungen des Verlusts der Hudson-Bucht kompensieren konnte. 1673 beauftragte Jean Talon die beiden Jesuitenpater Louis Joliet und Jacques Marquette mit der Erforschung des Mississippi, des Missouri und des Ohio. Tatsächlich erreichten Joliet und Marquette als erste Europäer den Mississippi, befuhren ihn bis zur Mündung des Arkansas und beanspruchten dieses Gebiet für Frankreich. Beide legten auch den Grundstein für mehrere Missionsstationen an den Großen Seen, wie zum Beispiel Sault Saint Marie.
1682 setzte Robert Cavelier de La Salle die Erforschung des Flusses fort und erreichte dessen Mündung in den Golf von Mexiko. Er stieß im weiteren Verlauf seiner Entdeckungsreise schließlich bis ins Flusstal des Ohio vor und beanspruchte das gesamte riesige Territorium in südlicher Richtung bis zum Golf von Mexiko für Frankreich. Um den französischen König Ludwig XIV. zu ehren, gab er der gesamten Region, die das heutige gleichnamige Gebiet flächenmäßig weit übertraf, den Namen Louisiana. Dieser neue Anspruch eröffnete den Franzosen vor allem bezüglich der beiden großen Flüsse die dringend benötigten neuen potenziellen Versorgungs- und Handelswege in ihr Territorium. Die neuen Wasserstraßen erlaubten es ihnen einerseits, das von ihnen feindlich gesinnten Irokesen bevölkerte Sankt-Lorenz-Flusstal zwischen den Großen Seen und Montréal zu meiden. Wichtiger aber war die Perspektive, der Kontrolle des französischen Handels durch die britische Hudson’s Bay Company an der Atlantikmündung des Sankt Lorenz auszuweichen.
Immer neue Gebietsbeanspruchungen hatten den Raum für koloniale territoriale Ausdehnungen stetig enger werden lassen, die verschiedenen Kolonialmächte rückten mehr und mehr aufeinander zu. Von den südlicher gelegenen britischen und spanischen Kolonien her hatte nun auch ein Wettlauf um jene Region eingesetzt, die sich als noch nicht beanspruchte Wildnis zwischen den stetig wachsenden Territorien der drei europäischen Mächte England, Spanien und Frankreich erstreckte. Dies verschärfte den Wettlauf um die Kolonialisierung Nordamerikas. Spannungen und Unstimmigkeiten über Besitzansprüche führten immer stärker zu Konflikten, die vitale nationale Interessen berührten. Aus französischer Sicht galt es vor allem, das Mississippi-Tal in Besitz zu nehmen und so nicht nur die eigenen Territorien zu verbinden, sondern auch den englischen Bestrebungen, von deren südlichen Kolonien einen Zugang zum Atlantik zu eröffnen, buchstäblich einen Riegel vorzuschieben.
Diese geostrategischen Erwägungen führten auch zu einem Wandel hinsichtlich der internen Kolonialisierungspolitik. Es hatte sich erwiesen, dass Gebietsansprüche allein nichts galten, sofern diese Ansprüche nicht faktisch gesichert werden konnten. Ein Umdenken setzte ein: Man entschloss sich, den theoretischen Anspruch durch die Schaffung von militärisch gesicherter Besiedlung sicherzustellen. Unter der Führung des nun auch zum Gouverneur Louisianas ernannten Frontenac wurden eine Reihe militärisch besetzter Forts zur Absicherung der Ansprüche errichtet. Dies war eine neue Strategie, der man nun auch in all jenen Gebieten folgte, die zwar theoretisch im Besitz Neufrankreichs waren, die aber mangels menschlicher Ressourcen nicht besiedelt werden konnten.
Das generelle Problem französischer Überseeherrschaft – der Mangel an finanziellen sowie menschlichen Ressourcen – holte die Franzosen auch hier wieder ein. Angesichts schwierigster klimatischer Bedingungen im Sumpfland des Mississippi-Tals, grassierender Epidemien, ausbleibender Zuwanderung und hoher Sterberaten drohte die Kolonie schon bald zu verkümmern. Als Ausweg entdeckte man die Möglichkeit, von der französischen Gesellschaft nicht akzeptierte oder ausgestoßene Menschen gewaltsam nach Louisiana zu schiffen. Die Anfänge der Kolonie zu Beginn des 18. Jahrhunderts wurden von Klein- und Schwerstkriminellen, Pariser Clochards, Prostituierten, Glücksrittern und einigen wenigen Soldaten gemacht. Um 1719 trafen die ersten Transporte mit afrikanischen Sklaven ein, die den chronischen Mangel an Arbeitskräften beheben sollten. Hinzu kamen versklavte, feindlichen Ureinwohnerstämmen angehörige Indianer. Eine einzigartige Kolonie entstand, in der sich europäische, französische, indianische und afrikanische Einflüsse mischten – fernab und außerhalb jeglicher Kontrolle des für die Entwicklung der Kolonie administrativ zuständigen Québec. Dieser Umstand brachte der französischen Herrschaft in der heutigen Betrachtung das Attribut der chaotischen Herrschaft ein. Das Überleben der Kolonie wurde in der Folge durch Gouverneure wie Jean-Baptiste Le Moyne de Bienville gesichert, die sich in der Regel weder um die Anweisungen Québecs noch um französische Gesetze kümmerten, dafür umso mehr um die eigene Bereicherung.

## 1689–1712: Kriege mit England

### King William’s War
Nachdem es in den Jahren zuvor immer wieder unbedeutendere koloniale Konflikte um den rechtmäßigen Besitz, reguläre Grenzziehungen und Fellhandelsrouten zwischen Engländern und Franzosen gegeben hatte, mündeten diese Spannungen nun in imperiale Konflikte. Der Wettlauf um die Kolonialisierung der nordamerikanischen Wildnis hatte angesichts der immer geringer werdenden freien Flächen zu einer Intensivierung der Auseinandersetzungen geführt. Man war buchstäblich auf Tuchfühlung mit dem kolonialen Rivalen gekommen. Verlust von Territorium hatte – wie im Falle der englischen Inbesitznahme der Hudson-Bucht oder der französischen Inbesitznahme Louisianas – gravierende geostrategische und handelspolitische Folgen für die kolonialen Projekte der europäischen Kolonialmächte. Längst waren die nordamerikanischen Besitztümer zu bedeutenden Faktoren europäisch-imperialer Machtpolitik geworden.
Kriegerische Konflikte in Europa boten nun den Anlass und die Gelegenheit, nordamerikanische Kolonialkonflikte gewaltsam auszutragen. Austragungsorte dieser bewaffneten Auseinandersetzungen waren Akadien, das Gebiet um den Sankt-Lorenz-Strom, die Hudson-Bucht sowie die Grenzlande Neufrankreichs und Neuenglands und der Kolonie New York. Die Eskalation dieser Konflikte führte zwischen 1689 und 1697 zu einem offenen militärischen Schlagabtausch, der unter dem Namen King William’s War in die Geschichte einging. 1690 eroberten englische Schiffe Port Royal, die Hauptstadt des französischen Akadiens. Die Provinz – ältester Siedlungspunkt der Franzosen in Nordamerika – fiel damit bis zum Ende des Krieges im Jahre 1697 unter englische Herrschaft. 1696 verwüsteten französische Schiffe in Neufundland abgelegene englische Fischersiedlungen und Handelsposten. Im selben Jahr eroberten französische Matrosen St. Johns, die bedeutendste englische Hafenstadt der Kolonie Neufundland.
Das Gebiet Akadiens war die Wiege der ersten französischen Besiedlungsversuche gewesen und, wie sich später erweisen sollte, nicht nur ein landwirtschaftlich hervorragender Siedlungsplatz. Es war auch die Heimat einer sich mit den widrigen Machtverhältnissen wechselnder britischer und französischer Herrschaft auf ihre Weise arrangierenden Kolonistengemeinschaft, deren Nachkommen sich bis heute und auch noch 240 Jahre nach der Deportation der Akadier als ein eigenes Volk, die Akadier, empfinden. Von größerer Bedeutung hinsichtlich des geostrategischen Machtkampfes um die Vorherrschaft in Nordamerika war aber, dass das akadische Gebiet auch den militär- und handelsstrategisch wichtigen Zugang zum Sankt-Lorenz-Strom beinhaltete und die französische Besiedlung insofern auch das Überleben der Sankt-Lorenz-Region und der Hauptstadt Québec gewährleistete.
Die Eroberung Port Royals eröffnete der englischen Flotte unter Sir William Phips, in den Sankt-Lorenz-Strom vorzustoßen. Ziel war die Einnahme Québecs. Hier zeigte sich, dass unter den gegebenen Umständen eine Einnahme der hoch über dem Fluss liegenden und stark befestigten Stadt nicht zu leisten war. Unter Leitung Frontenacs wurden die Engländer unter Beschuss genommen und mussten abziehen. In der Folge verwüsteten französische Truppen Gebiete der mit den Engländern verbündeten Irokesen und fielen in die Grenzgebiete um New York ein.
Erfolgreicher für Frankreich war der Verlauf des Konfliktes im Gebiet der Hudson-Bucht. Der in Montréal geborene Pierre Le Moyne d’Iberville nahm als Kommandant einiger Schiffe 1690 Fort Severn ein, eroberte 1694 York Factory, das neue englische Hauptquartier an der Mündung des Nelson River, und schlug eine überlegene englische Flotte in der Hudson-Bucht. Im gleichen Jahr nahm d’Iberville Kurs auf Akadien und eroberte das wichtigste englische Fort Pemaquid am Eingang zum Mündungsdelta des Sankt Lorenz. D’Iberville setzte seinen Siegeszug entlang der englisch besiedelten Avalon-Halbinsel in Neufundland fort und nahm 1696 St. Johns ein.
Insgesamt gesehen hatte dieser Konflikt keinen wirklichen Sieger erbracht, was sich im Friedensvertrag von 1697 zwischen Frankreich und England ausdrückte. Die Regelungen erneuerten den französischen Anspruch auf Akadien. York Factory wurde an England rückübertragen. Währenddessen dauerte der Krieg zwischen Franzosen und Irokesen an, die sich nun – ohne Hilfe ihres traditionellen Verbündeten England – einer massiven französischen Überlegenheit ausgesetzt sahen. Die Zahl irokesischer Stammeszugehöriger war im Zuge der Kriege und infolge epidemischer Schwächung auf geschätzte 1300 Personen gefallen, während die französische Population auf etwa 13.000 angewachsen war. Dieser Umstand führte dazu, dass die fünf Nationen der Irokesen 1701 um den „Großen Frieden“ ersuchten.

### Queen Anne’s War – der Verlust Akadiens
Nach nur fünf Jahren friedlicher Beziehungen zwischen Engländern und Franzosen fanden die militärischen Auseinandersetzungen bereits 1702 unter dem Namen Queen Anne’s War ihre Fortsetzung. Wiederum bot ein europäischer Kriegszug den Anlass, koloniale Spannungen mit Waffengewalt offen auszutragen – dieses Mal ohne Beteiligung der Irokesen. Auf dem alten Kontinent begann der Krieg um die Erbfolge auf Spaniens Thron. Französische Truppen nahmen 1705 englische Siedlungen in Neufundland ein. St. John’s wurde 1709 von kanadischen Freiwilligen und verbündeten Mi’kmaq-Indianern für Frankreich eingenommen. Die Briten eroberten 1710 wiederum Port Royal, die Hauptstadt Akadiens. 1711 scheiterte erneut ein britischer Flottenangriff auf Neufrankreichs Hauptstadt Québec. Letztendlich entschied der Ausgang des Krieges in Europa auch den Konflikt in Nordamerika. Das Frankreich Ludwigs XIV. wurde vernichtend geschlagen. Dies wirkte sich 1713 in den Regelungen des Vertrags von Utrecht für die Verhältnisse in Nordamerika aus. Frankreich erkannte nun Neufundland und die Hudson-Bucht als britischen Besitz an. Auch verlor Frankreich mit Ausnahme zweier kleiner Inseln im Mündungsdelta des Sankt-Lorenz-Stroms sein gesamtes akadisches Gebiet. Am Ende blieb den Franzosen nur der Flusseingang, der durch die ab dem Jahr 1720 unter immensen Kosten errichtete Seefestung Louisbourg abgesichert wurde.
Ein zusätzlicher Faktor stärkte Englands Position: 1707 schlossen sich England und Schottland zum Königreich Großbritannien zusammen, so dass nun englische und schottische Machtinteressen gebündelt wurden. Diese neue geostrategische Konstellation war von allergrößter Wichtigkeit für den zukünftigen Wettlauf Großbritanniens und Frankreichs um Nordamerika. Denn nun rückte ein Zugriff Großbritanniens auf das gesamte Sankt-Lorenz-Delta erstmals in den Bereich des Möglichen. Mit der nun möglichen vollständigen Eroberung des Mündungsdeltas bot sich England die Chance, die Lebensader Neufrankreichs, die Québec und Montréal mit dem Atlantik verband, zu durchtrennen und somit das Herzstück Neufrankreichs vom Mutterland abzuschneiden.

## 1713–1744: Trügerische goldene Jahre
Frankreich blieben in der strategisch wichtigen Grenzregion Akadien, die am Zugang des Sankt-Lorenz-Strom zum Atlantik lag und in der die beiden Kolonialimperien zusammenstießen, nur die Kontrolle über die Île Royale (heute: Kap-Breton-Insel), die Île Saint-Jean (heute: Prince Edward Island) und im Besonderen Fort Louisbourg. Insofern stellte Louisburg die letzte verbliebene Möglichkeit dar, den Eingang zum Sankt-Lorenz-Strom abzusichern. Folgerichtig wurde Louisburg zur militärischen Feste, zur mächtigsten Zitadelle Nordamerikas ausgebaut. Um 1740 hatte das Fort etwa 2000 Einwohner – eine Zahl, die sich in den nächsten Jahren schon verdoppelte. Louisburg wurde eine militärische Festung, aber auch einer der wichtigsten Handelshäfen für britische Schiffe von den westindischen Inseln und Neuengland, aber ebenso für jene aus Québec und Frankreich.
In der kommenden langen Friedensperiode, die von 1713 bis 1744 anhielt, begann Neufrankreich wirtschaftlich erstmals verstärkt zu prosperieren. Der französische Fellhandel hatte zwar nun mit der britischen Hudson’s Bay Company starke Konkurrenz bekommen, trotzdem florierte auch der Warenaustausch auf der längeren, mühsameren und kostenintensiveren Sankt-Lorenz-Route. Indianische Stämme begaben sich nun oft selbst zur Hudson-Bucht, um ihre Felle zu handeln und sich im Gegenzug direkt dort mit Gütern zu versorgen. Dies ging auf Kosten der Wirtschaft Neufrankreichs, das sich gezwungen sah, mit den indianischen Völkern ins Geschäft zu kommen, bevor diese mit den Briten handelten. Franzosen errichteten entlang der als indianische Transportrouten genutzten kleinen Flüsse deshalb neue Handelsposten westlich der Bucht.
Fischerei und Landwirtschaft, aber auch der Schiffbau entwickelten sich als tragende Wirtschaftszweige Neufrankreichs. Der Bau einer königlichen Straße, des Chemin du Roy zwischen Montréal und Québec, verbesserte die infrastrukturelle Verknüpfung der wichtigen Städte und ermöglichte intensiveren Warentausch und schnellere Abwicklung des Handels. Neue Häfen wurden errichtet und ältere ausgebaut. Die Anzahl der Neukolonisten wuchs stark an und Québec wurde 1722 zu einer eigenständigen Kolonie innerhalb Neufrankreichs mit 24.594 Einwohnern. Diese Jahre des Friedens zwischen 1713 und 1744 werden oft auch als das goldene Zeitalter Neufrankreichs bezeichnet – wenn es auch, dies darf nicht ungesagt bleiben, für die Indianer ein Zeitalter fortschreitender Dezimierung ihrer Stämme gewesen ist. Zugleich traute man dem Frieden mit Großbritannien nicht, daher erhielt Montréal ab 1717 eine steinerne Stadtmauer, ähnlich wie Québec, das schon ab 1690/93 befestigt worden war.

## 1745–1763: Das Ende Neufrankreichs
Die goldenen Jahre Neufrankreichs dauerten bis Juni 1745, als William Shirley, der Gouverneur des britischen Massachusetts, das strategisch wichtige Fort Louisbourg im Bereich des früher komplett französischen Akadien angriff. Wiederum bot ein europäischer Krieg den Anlass, die Verhältnisse in Nordamerika in Frage zu stellen. Seit 1744 standen sich Frankreich und Großbritannien im Kampf um die habsburgische Thronfolge auf den Schlachtfeldern Europas gegenüber. Großbritannien sah seine Chance gekommen, nun auch in Nordamerika klare Verhältnisse zu schaffen. Unter dem Ansturm der Truppen Neuenglands und der britischen Royal Navy fiel die Festung Louisburg am Eingang des Sankt-Lorenz-Golfs. Ein Rückeroberungsversuch im Jahr 1746 scheiterte.
Zwar bestimmte der Friede von Aachen im Jahre 1748 die Rückgabe der Festung an Neufrankreich, gleichzeitig aber hatte es sich gezeigt, dass Neufrankreichs Existenz auf tönernen Füßen stand. Trotz des Friedens in Europa schwelten die Spannungen um die Vorherrschaft in Nordamerika weiter – mit klar verteilten Rollen: Nur wenige Schritte trennten Großbritannien und seine Kolonie vom endgültigen Triumph, während man sich in Neufrankreich dem Untergang entgegenstemmte. Der seit 1747 eingesetzte neue Generalgouverneur Roland-Michel Barrin de La Galissonière meldete seine Einschätzung über die Brisanz der Lage nach Paris: Zwar habe der in Europa erreichte Friede die Eifersucht der Briten auf die Franzosen auf dem alten Kontinent vorerst eingeschläfert, hier aber brodelten die sich in Gewalt entladenden Spannungen ungebremst weiter. Wenn auch im Moment die Grenzen faktisch nicht angetastet würden, so sei doch zu befürchten, dass die britische Nation Nordamerikas sich schon bald in eine Stimmung bringe, die unweigerlich mit der Invasion in die französischen Gebiete ende.
Galissonière sah angesichts der aussichtslosen geostrategischen und machtpolitischen Lage nur die Chance, die Verbindung zwischen den Kernlanden Neufrankreichs und Louisiana unbedingt zu sichern und militärisch zu stärken. Dies betraf vor allem das Gebiet des Ohio, welches wie eine Pufferzone zwischen den britischen Seekolonien und den französischen Kolonialgebieten im Herzen des Kontinents lag. Sollte es, so die Vorhersage Galissonières, britischen Truppen je gelingen, westwärts nach Kanada vorzustoßen, so müssten die Ohio-Gebiete als eine Barriere genutzt werden, um wenigstens die flächenmäßig enormen Kolonialgebiete im Inneren des Kontinents zu halten. Wenn es aber den Briten gelingen sollte, diesen Riegel nach innen zu durchbrechen, so würde die Zukunft Nordamerikas allein den Briten gehören.

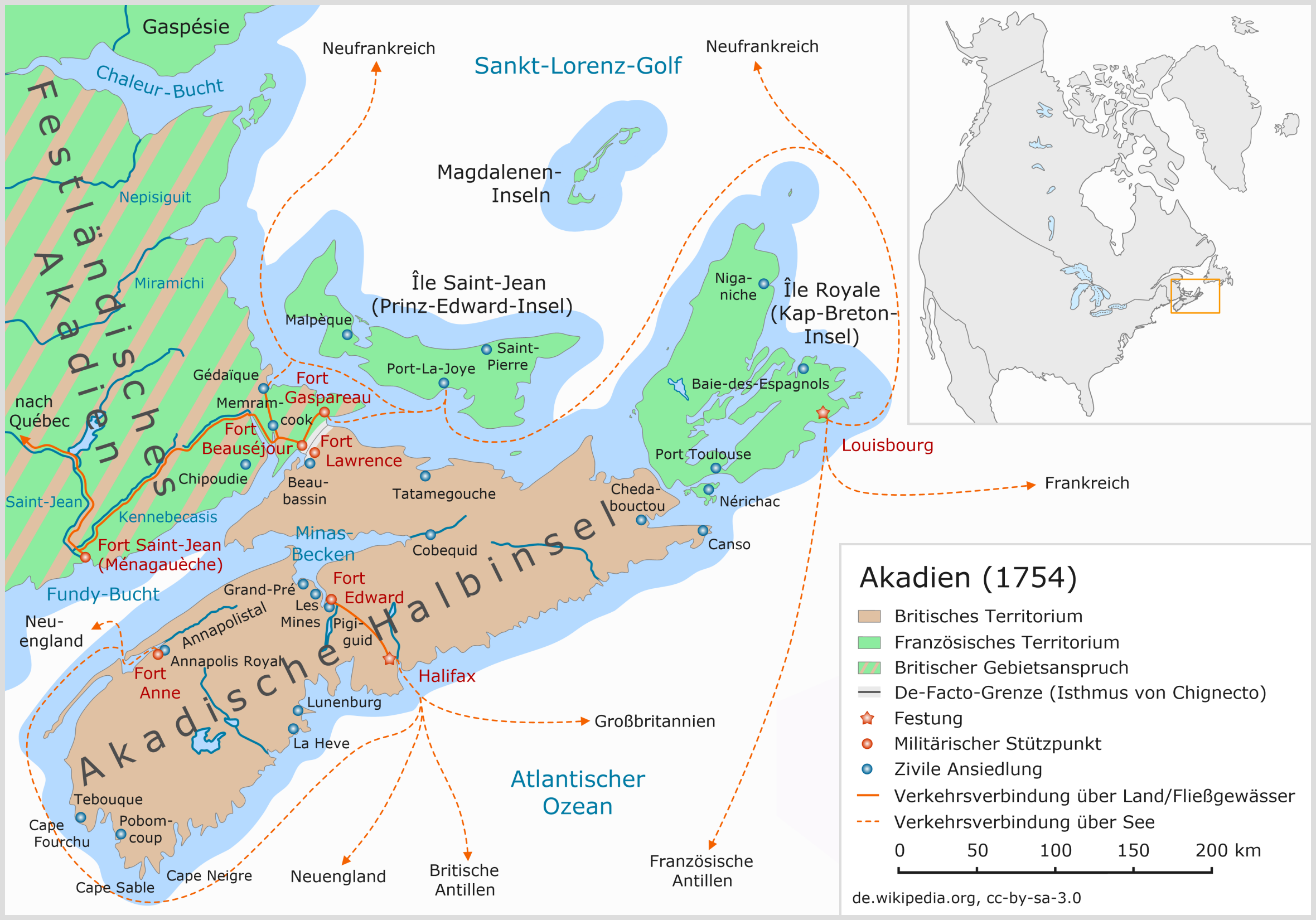
Akadien (1754)

Nun, in der Endphase des Wettlaufs um die Neue Welt, rächten sich die eklatanten Versäumnisse französischer Kolonialisierungspolitik: Mangelnde finanzielle Unterstützung durch das in Europa gebundene Mutterland sowie eine engstirnige, auf Katholisierung ausgerichtete Einwanderungspolitik hatten die wirtschaftliche und demographische Entwicklung Neufrankreichs schwer behindert. Neufrankreich hatte nun immerhin etwa 50.000 Einwohner, was einen massiven Anstieg im Vergleich zum vorigen Jahrhundert bedeutete; die nordamerikanischen britischen Kolonien aber waren weitaus besser bevölkert und entwickelt. In den flächenmäßig viel kleineren 13 Territorien lebten bereits etwa eine Million Menschen. Unter diesen befanden sich eine stattliche Anzahl französischer Hugenotten, die stetig die Kolonien des imperialen Konkurrenten verstärkt hatten. Während die britischen Kolonien zur Zulaufstätte all derer wurden, die den engen und stickigen europäischen Verhältnissen entflohen und auf ein religiös freies Leben, eigenen Landbesitz und eine bessere soziale Zukunft hofften, blieben die französisch beherrschten Siedlungen Anlaufstationen einer kleinen, eng regulierten Gruppe römisch-katholischer Franzosen. Wirtschaftliche und ideologisch begründete Motive hatten einer potenziell besseren Entwicklung im Wege gestanden. Diese Entwicklung hatte sich langfristig nicht nur auf die wirtschaftlichen Verhältnisse der imperialen Konkurrenten ausgewirkt. Nicht nur die geostrategische Lage mit dem Verlust Akadiens und der Unterstützung des Mutterlands über den Seeweg hatte Neufrankreich an den Rande des Untergangs gebracht; vielmehr sah man sich auch – einmal abgeschnitten von der Unterstützung Frankreichs auf dem Seeweg – einer überwältigenden zahlenmäßigen Übermacht anglophoner Siedler gegenüber, die eine viel stärkere Basis an militärischem Truppenpotenzial bildeten.
Galissonières Überlegungen wurden in Paris ernst genommen. In den 1750er Jahren begann Frankreich mit dem Bau einer Kette neuer Forts entlang des Ohio. Längst aber war auch das zu Neufrankreich gehörende Gebiet des Ohio in den Fokus britischer Siedler und britischer Expansionspolitik geraten. Deren Kolonien bevölkerten sich so schnell, dass man in die unbesiedelten Gebiete um Virginia und den Ohio expandierte. 1749 wurde die britische Ohio Company gegründet, deren Ziel es war, Kolonisten zielgerichtet im Ohio-Tal anzusiedeln. Dies führte unweigerlich zu neuen Spannungen. 1753 sandte Virginias britischer Gouverneur eine Abordnung zu den französischen Truppen ins Ohio-Gebiet, um gegen die militärische Okkupation britischen Territoriums zu protestieren. Der Konflikt weitete sich zum offenen militärischen Schlagabtausch aus, für den neuerlich ein Konflikt auf europäischer Bühne den Anlass lieferte.
Als Vorbote europäischer Spannungen, die wenige Jahre später im Siebenjährigen Krieg auch in der Alten Welt offen ausbrachen, hatte bereits im Jahr 1754 der sogenannte Franzosen- und Indianerkrieg begonnen. Siedler aus Virginia unternahmen den Versuch, an der Stelle des heutigen Pittsburgh ein Fort zu errichten. Französische Truppen zerschlugen dieses Projekt und errichteten Fort Duquesne. In der Folgezeit, im Mai des Jahres 1754, unterlag Colonel George Washington als Anführer einer im britischen Auftrag gebildeten Milizengruppe aus Virginia französischen Truppen im Tal des Ohio. Dieser bewaffnete Angriff britischer Siedler kam einer offenen Kriegserklärung gleich. Frankreich und Großbritannien rüsteten ihre Truppen- und Schiffkontingente auf. Britische Truppen nahmen Fort Duquesne ein, scheiterten aber mit der beabsichtigten Eroberung Ohios gegen französische Truppen und indianische Stämme, die sich auf die Seite Frankreichs gestellt hatten.
Trotz überwiegend französischer Siege in den ersten Kriegsjahren gelangen den Briten bereits 1755 erste Erfolge. Zunächst gelang ihnen am 16. Juni die Einnahme von Fort Beauséjour und am 8. September verhinderten sie mit einem Sieg in der Schlacht am Lake George den möglichen Durchbruch der Franzosen in das Hudson Valley. Mit der Eroberung der Feste Louisburg 1758 wendete sich das Kriegsgeschick entscheidend zugunsten der Briten. Der Fall von Louisburg bedeutete faktisch, dass Québec und Montréal von französischer Hilfe logistisch endgültig abgeschnitten waren und nur noch auf eigene Truppen zur Verteidigung bauen konnten. In der Eroberung Louisbourgs und der britischen Kontrolle über den Sankt-Lorenz-Strom lag der Schlüssel zum endgültigen Sieg Großbritanniens über Frankreich. Zahlenmäßig unterlegene Kontingente Neufrankreichs standen nun gegen eine vielfache Mehrzahl britischer und neuenglischer Truppen. Der Fall von Neufrankreich war so nur noch eine Frage der Zeit.
Folgerichtig eroberten 1759 britische Truppen die Hauptstadt Québec. Großbritannien gelang es, Kriegsschiffe über den Sankt Lorenz bis an die Stadtmauern Québecs zu bringen und die Stadt mehrere Monate zu belagern. Im September griff Colonel James Wolfe auch von der Landseite aus an. Nach der verlorenen Schlacht auf der Abraham-Ebene kapitulierte die französische Garnison am 18. September. Im Laufe des kommenden Jahres eroberten britische Truppen das gesamte Restterritorium Neufrankreichs. Der letzte französische Generalgouverneur, Pierre Francois de Rigaud, Marquis de Vaudreuil-Cavagnal, ergab sich am 8. September 1760 seinem britischen Gegenspieler, General Jeffrey Amherst. Das formale Ende Neufrankreichs wurde durch den Pariser Frieden am 10. Februar 1763 besiegelt. Das geographisch neugefasste und um wesentliche Gebiete verkleinerte Québec wurde Kolonie der britischen Krone. Es hatte zu diesem Zeitpunkt 54.000 Einwohner.

## Das französische Erbe

### Vertreibung aus Akadien
Trotz des Endes französischer Träume von einem überseeischen Imperium in Nordamerika blieben französische Sprache und Kultur und der römisch-katholische Glaube vorerst die bestimmenden gesellschaftlichen Kräfte im ehemaligen Neufrankreich. In großen Teilen des eroberten Gebietes gelang es Großbritannien, durch die massive Ansiedlung britischer protestantischer Auswanderer, die zur Gründung der Provinzen Oberkanada (heute: Ontario) und Neubraunschweig führte, diese französischen Spuren zu tilgen.
Im ehemaligen Akadien hatten die Briten ab den späten 1750er Jahren und bis 1763 die französisch geprägten Akadier gewaltsam deportiert. Diese wurden auf unterschiedliche britische Kolonien in Nordamerika verteilt, kehrten nach Frankreich zurück oder siedelten sich später in der damaligen spanischen Kolonie Louisiana an, wo sich ihre Spuren noch heute in der ethnischen Gruppe der Cajun finden lassen.

### Der Louisiana-Kauf

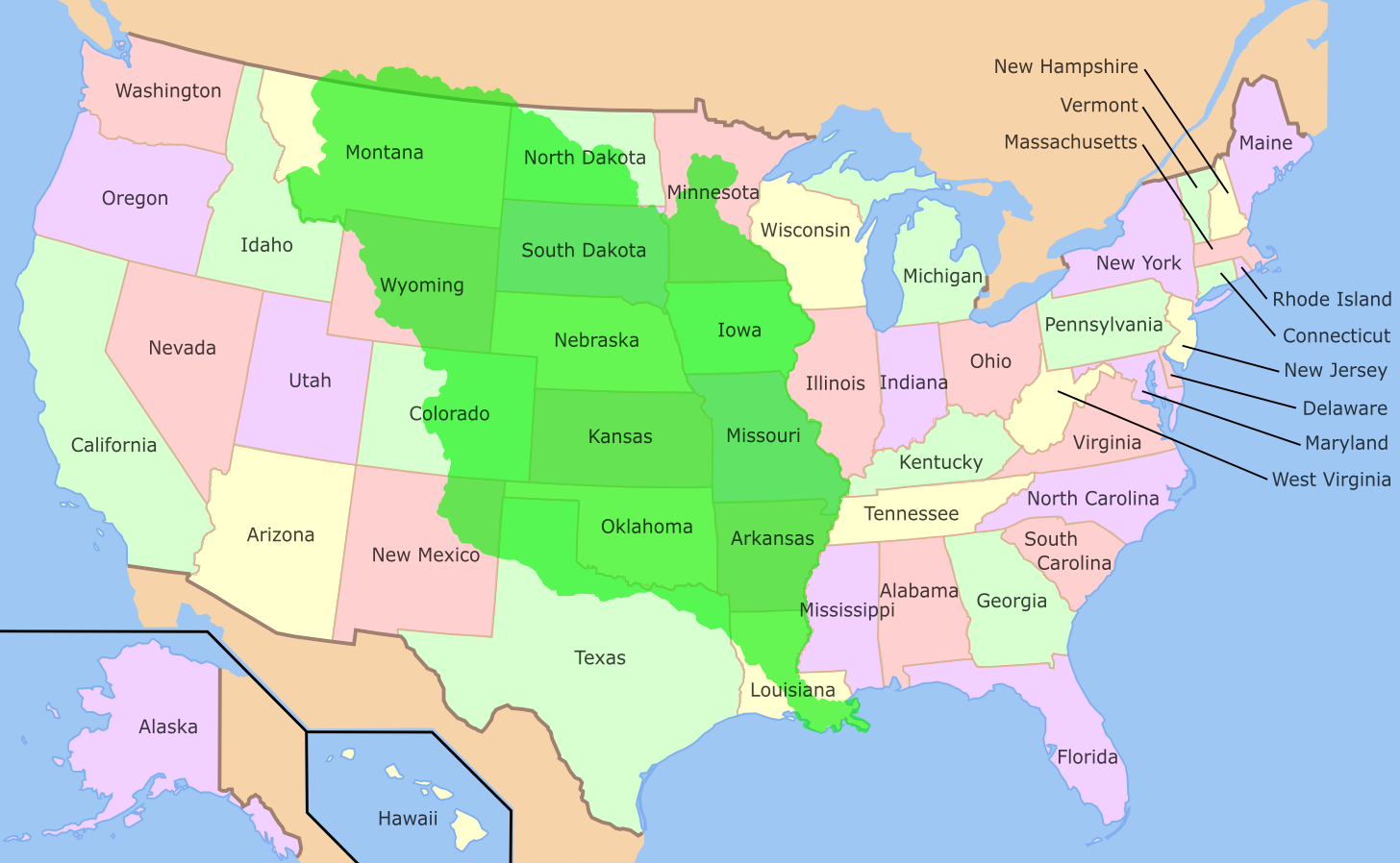
Die im Louisiana-Kauf 1803 verkaufte Kolonie Louisiana (grün)

Das französische Territorium Louisiana fiel nach dem Ende des Siebenjährigen Kriegs an Spanien. Ein spanisch-französisches Abkommen im Jahr 1801 führte zwar zur Rückgabe Louisianas an Frankreich. Doch schon 1803 entschloss sich Napoleon Bonaparte zum Verkauf an die Vereinigten Staaten von Amerika.
Dieser Verkauf markierte das endgültige Ende des französischen Kolonialreichs in Nordamerika. Es war das Ende eines Imperiums, das zur Zeit seiner größten Ausdehnung im Jahr 1712 von Neufundland bis zur Hudson-Bucht und vom Golf von Mexiko bis zu den Großen Seen reichte. Nur die kleinen Inseln Saint-Pierre und Miquelon (SPM) stehen bis heute unter französischer Verwaltung.

### Québec
Alle Versuche der britischen Krone, durch unterschiedliche Maßnahmen die Assimilation der französischen Kanadier zu erreichen, scheiterten. Das Bewusstsein, erobert und ungewollt imperialer britischer Herrschaft unterworfen worden zu sein, führt bis heute zu Spannungslinien innerhalb Kanadas.
Die Provinz Québec nimmt eine Sonderstellung im kanadischen Verfassungsgefüge ein. Nicht nur die französische Sprache, das an Frankreichs Tradition orientierte besondere Rechtssystem und Referenden über Unabhängigkeitsbestrebungen unterstreichen die von vielen Quebecern empfundene Unterschiedlichkeit. 2006 gestand Kanadas Premierminister Stephen Harper den französischstämmigen Kanadiern zu, eine eigene Nation in Kanada zu sein. Insofern zeugt die frankophone Region Québec mit ihren Städten Québec und Montréal bis heute vom 1763 untergegangenen französischen Traum, in der neuentdeckten Welt ein „Neues Frankreich“ zu errichten.

## Dokumentationen
- Brian Mc Kenna, Olivier Julien: Québec, 1759 – Das Ende Neufrankreichs. Arte, Frankreich/Kanada, 2009 (ARD-Seite zur Dokumentation)